# Pinhal de São Bento
Pinhal de São Bento este un oraș în Paraná (PR), Brazilia.